# Palais Nicolas
Le Palais Nikolaï ou Palais Nicolas, encore appelé Palais Nikolaïevsky (en russe : Николаевский дворец) est l'un des nombreux palais de style classique de Saint-Pétersbourg.

## Histoire
Le palais a été commandé par le tsar russe Nicolas Ier en 1855 et conçu par Andrei Stackenschneider, l'architecte le plus célèbre de Russie de l'époque. Le palais était un cadeau de mariage pour son fils le grand-duc Nicolas Romanov et son épouse la princesse Alexandra d'Oldenburg. Après la naissance de son deuxième enfant (1864) le mariage fut rompu et son mari prit une maîtresse, la ballerine Ekaterina Tschislowa. Dans leur palais de la ville, le couple vivait dans des ailes différentes, de sorte qu'ils se voyaient à peine. Pendant la guerre civile russe (1917-1920), le palais Nicolas a été utilisé comme quartier général militaire. Dans les années 1920, le bâtiment appartenait à un collège agricole, après quoi il a été transformé en musée. Lors du siège de Leningrad pendant la Seconde Guerre mondiale, le palais a été massivement endommagé à la suite de lourds bombardements allemands sur la ville et a été à nouveau restauré à la fin des années 1940.

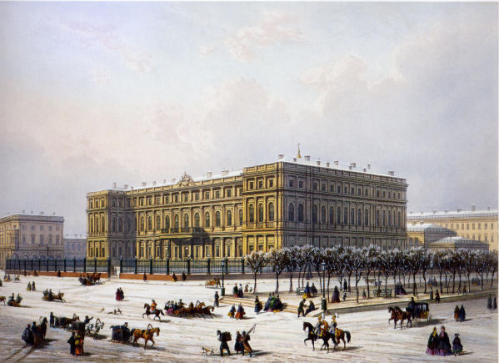
Palais Nicolas vers 1861
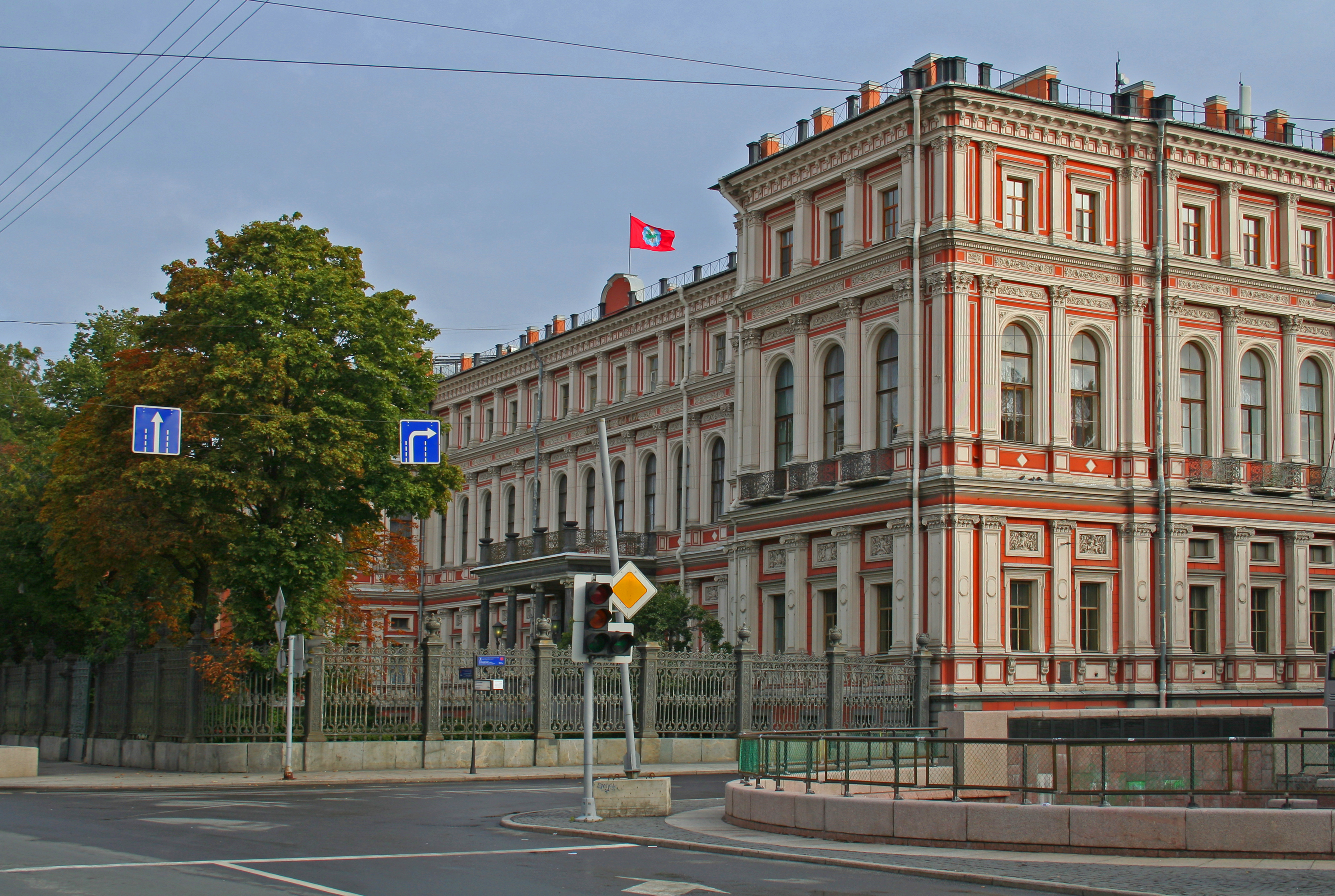
Vue latérale, 2010
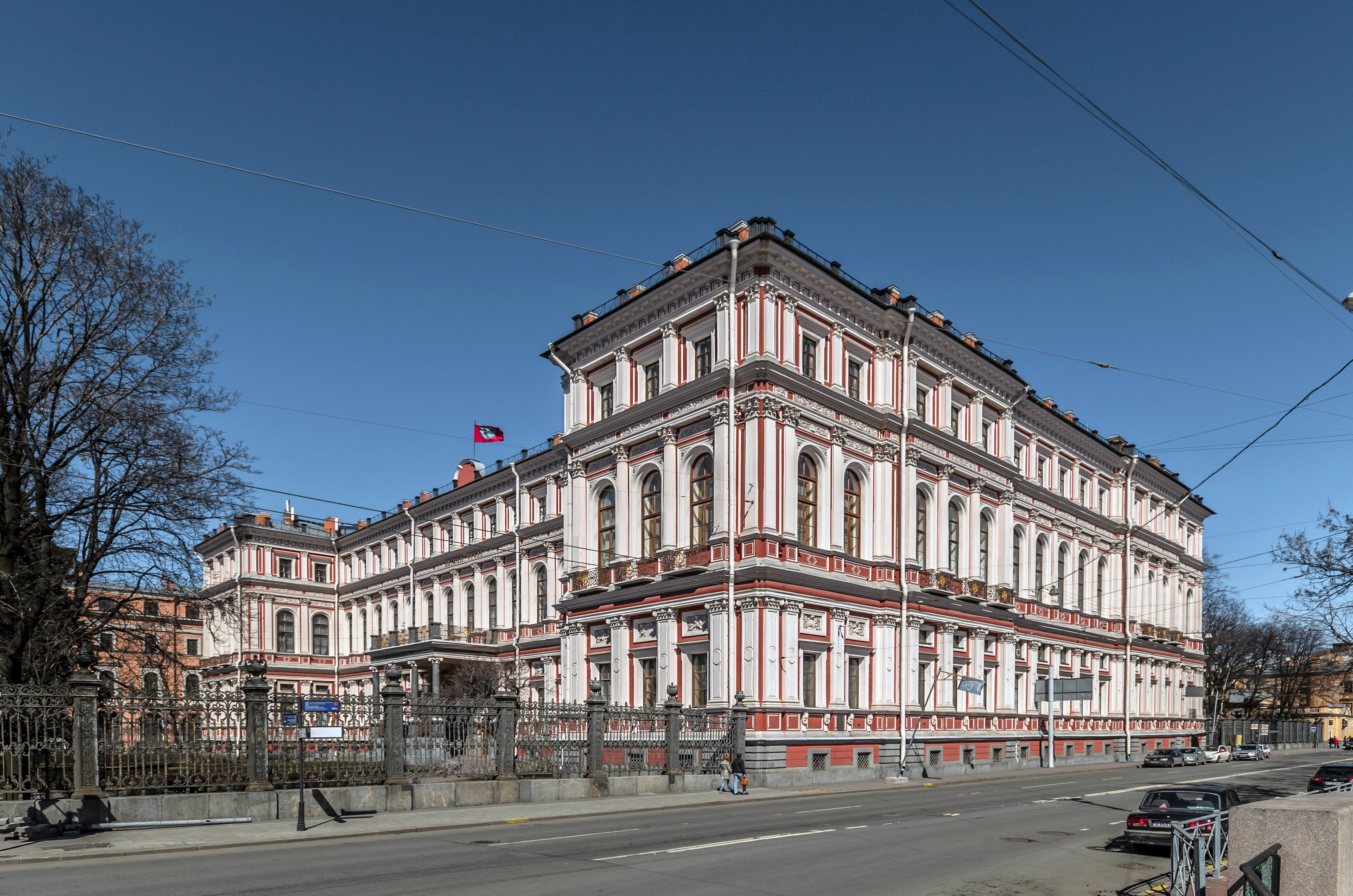
Vue générale, 2013

## Liens web
59.9324230.292965Coordonnées: 59° 55′ 56,7″ N, 30° 17′ 34,7″ O